# إديث ماثيس
إديث ماثيس (بالإنجليزية: Edith Mathis) (11 فبراير 1938 – 9 فبراير 2025) هي مغنية، ومغنية أوبرا سويسرية، ولدت في لوسرن.

## التعليم
تعلمت في جامعة الموسيقى والفنون التعبيرية في فيينا.

## وصلات خارجية
- إديث ماثيس على موقع IMDb (الإنجليزية)
- إديث ماثيس على موقع مونزينجر (الألمانية)
- إديث ماثيس على موقع ميوزك برينز (الإنجليزية)
- إديث ماثيس على موقع أول ميوزيك (الإنجليزية)
- إديث ماثيس على موقع ديسكوغز (الإنجليزية)
- إديث ماثيس على موقع قاعدة بيانات الفيلم (الإنجليزية)
- إديث ماثيس في قاعدة بيانات الأفلام على الإنترنت